# Michaela Mlejnková
Michaela Mlejnková (* 26. Juli 1996 in Jilemnice) ist eine tschechische Volleyballnationalspielerin.

## Karriere
Mlejnková begann ihre Karriere in Turnov. Danach spielte sie in Jablonec nad Nisou, bevor sie zu PVK Olymp Prag wechselte. Mit dem Verein wurde sie dreimal Vizemeisterin und erreichte dreimal das nationale Pokalfinale. 2013 gab die Außenangreiferin ihr Debüt in der tschechischen Nationalmannschaft. Mit Tschechien nahm sie am Volleyball World Grand Prix teil. 2015 wurde sie vom deutschen Bundesligisten Allianz MTV Stuttgart verpflichtet. Mit Stuttgart spielte sie in der Saison 2015/16 in der Champions League und im CEV-Pokal. Sie erreichte das DVV-Pokalfinale und wurde im Playoff-Finale Vizemeisterin. 2017 wurde sie DVV-Pokalsiegerin, 2017 und 2018 deutsche Vizemeisterin. Danach spielte Mlejnková zwei Jahre in Polen bei KS DevelopRes Rzeszów und erreichte 2019 Platz drei und 2020 Platz zwei in der polnischen Liga. Danach kehrte sie zurück zu Allianz MTV Stuttgart.